# Timaukel
Timaukel är en kommun i Chile.   Den ligger i provinsen Provincia de Tierra del Fuego och regionen Región de Magallanes y de la Antártica Chilena, i den södra delen av landet, 2 300 km söder om huvudstaden Santiago de Chile.
I omgivningarna runt Timaukel växer i huvudsak lövfällande lövskog. Trakten runt Timaukel är nära nog obefolkad, med mindre än två invånare per kvadratkilometer.